# Surrealismo femminile

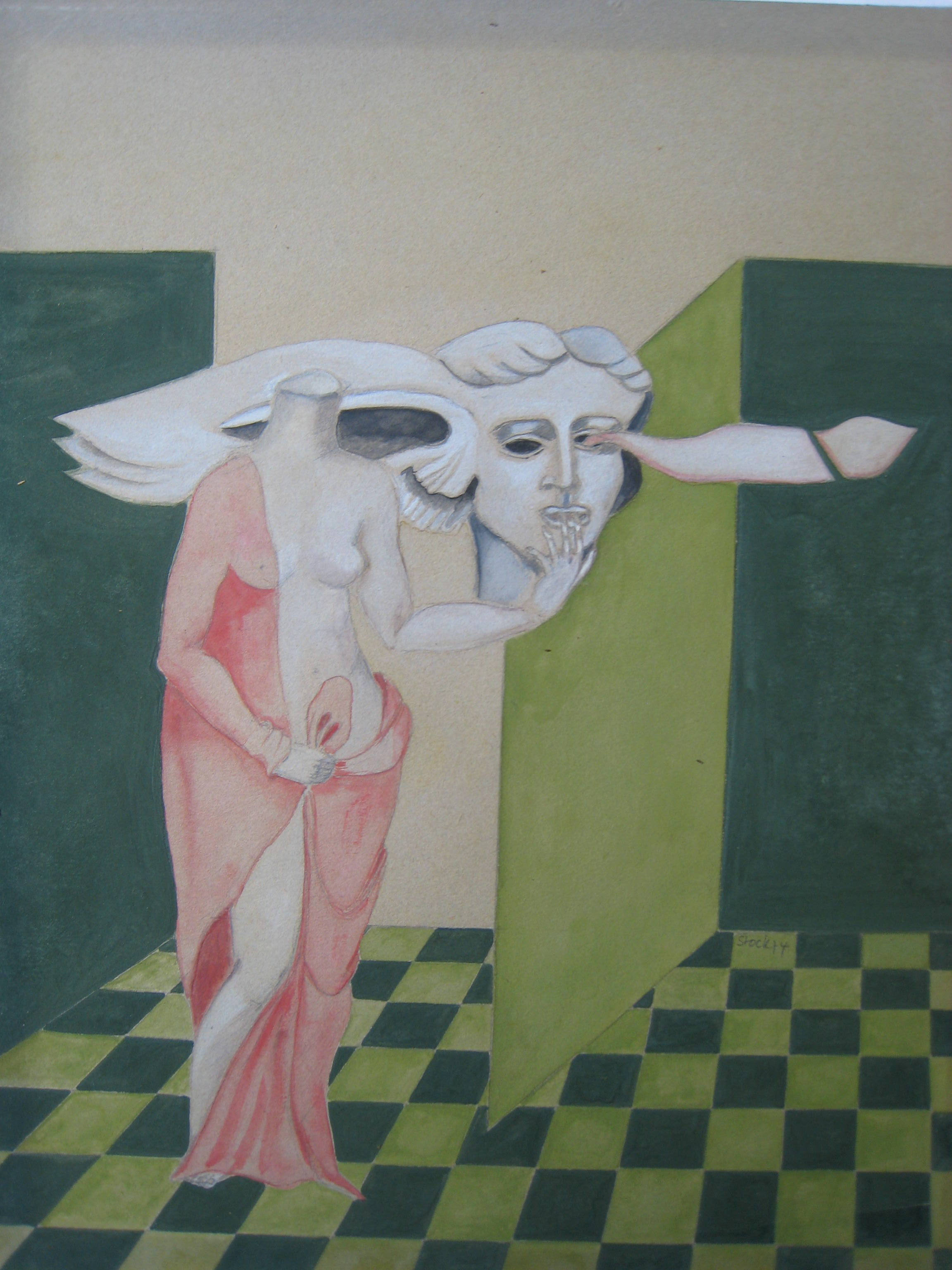
Ursula Stock, Donna senza testa afferra per le labbra Hypnos, il dio del sonno, 1974

Il surrealismo femminile è un paradigma culturale, in particolare artistico-poetico, nato nel Novecento e sviluppatosi all'interno del movimento surrealista con caratteristiche peculiari proprie, se pure espresse in maniera eterogenea, che lo distinguono dalla produzione surrealista maschile.
Gli studi sulle surrealiste risalgono soltanto al 1977 con la pubblicazione di La femme surréaliste. Da quel momento, in diversi Paesi, l'attenzione per le artiste e le scrittrici surrealiste è man mano aumentata, manifestandosi attraverso recensioni, nuove edizioni, raccolte ed esposizioni volte ad evidenziarne la produzione ed a valorizzarne la peculiarità.
Se non esistono studi esaurienti sulla partecipazione delle donne al surrealismo, dato il numero elevato di autrici, prima del 1977 il contributo femminile al surrealismo è stato generalmente ignorato da critici e studiosi, nonostante ciò significhi ignorare buona parte del movimento surrealista. Sebbene le artiste e le scrittrici surrealiste siano state apprezzate dagli esponenti maschili del movimento, con i quali hanno spesso collaborato, lo stesso Breton aveva dato loro poco spazio nei propri scritti teorici, nonostante avesse affermato insieme ad Éluard che «il pensiero non ha sesso». Il proliferare degli studi di genere dalla fine del ventesimo secolo ha talora prodotto una reazione contraria, in qualche caso perfino fra le stesse surrealiste, che talvolta li considerano una sorta di segregazione. Eppure la distinzione, a differenza di semplici raggruppamenti per nazionalità o di altro tipo, riconduce alla contrapposizione tra la donna intesa come categoria rappresentativa formata dalle proiezioni dell'inconscio maschile eterosessuale e le donne surrealiste, intese come gruppo di individui per il quale il surrealismo riveste un ruolo significativo nell'espressione del soggetto femminile autonomo.
Negli anni ottanta il rinnovato interesse per il surrealismo, ed in particolare per il ruolo delle donne nelle avanguardie del periodo fra le due guerre mondiali nell'ambito del dibattito sulla nozione di genere, ha favorito la riscoperta di artiste che erano state dimenticate, se pure molto attive.
Dai cataloghi di mostre e dai periodici consultati per la pubblicazione dell'antologia Surrealist Women Penelope Rosemont, surrealista a propria volta, ha trascritto circa trecento nomi di donne aderenti al surrealismo. Fra le tante ha selezionato coloro le quali hanno dimostrato un'attiva partecipazione al movimento inteso come avventura e progetto rivoluzionario collettivi, suddividendone i profili in base ad un criterio cronologico.

## Storia

### 1924-1929
Nonostante le origini del movimento debbano molto all'ispirazione delle donne da parte di uomini sostenitori dell'emancipazione femminile e scopritori di artiste e letterate prima sconosciute o dimenticate, negli anni venti soltanto poche donne erano attive nel surrealismo: Renée Gauthier, Simone Kuhn, Denise Lévy, Nancy Cunard, Nadia, Fanny Beznos, Suzanne Muzard, Valentine Penrose, Elsie Houston, Jeannette Ducrocq Tanguy e Gala Éluard (in seguito Gala Dalí).

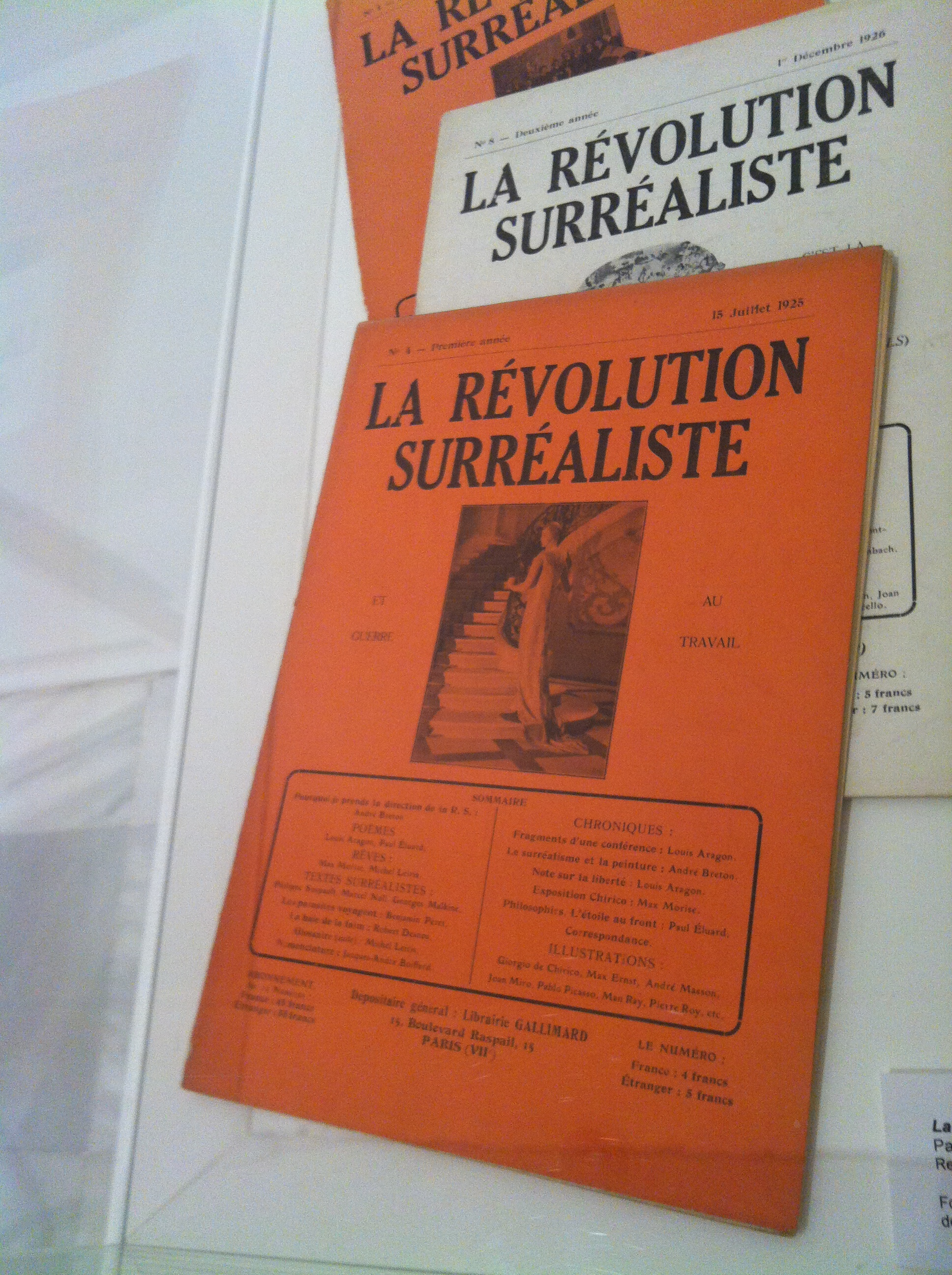
La révolution surréaliste

Le surrealiste di questo primo periodo tendono ad esprimere una ribellione di tipo sessuale, in quanto la sessualità è l'aspetto del comportamento femminile maggiormente sottoposto alle costrizioni ed al controllo della famiglia e della società. La rivolta di queste donne si incunea in quella più vasta del primo dopoguerra che si manifesta attraverso il rifiuto dei valori dominanti del tempo con il ricorso a gonne corte, capelli a caschetto, trucco pesante, fumo, alcol, droghe, corse in macchina, nuovi balli, feste notturne, sesso disinibito.
Questo tipo di donne prova spontanea attrazione per i giovani surrealisti che, discostandosi dagli stereotipi della virilità, vengono accusati di avere tradito il proprio sesso. Uomini che adottano virtù femminili quali l'intuito e la passività della scrittura automatica, artisti per i quali le donne sono fonte di rivelazione in quanto provocatrici di meraviglia, di sogni e di libertà: muse ma anche soggetti attivi dotati di desideri propri, compagne di vita.
Spesso il fatto di aderire al surrealismo spinge queste donne all'espressione artistica o letteraria; molte praticano la scrittura automatica e la trascrizione dei sogni, e prendono parte ai giochi surrealisti come i cadaveri eccellenti. Le prime surrealiste prendono soprattutto parte alle manifestazioni di ribellione contro i valori consolidati dalla tradizione, condividendo l'orientamento anarchico del gruppo e diventando modello ed oggetto di invidia per molte donne.
Nonostante gli storici abbiamo ignorato la presenza femminile nella politica del movimento, alcune fra le prime surrealiste svolgono un ruolo importante nella futura adesione del surrealismo al comunismo, cui il gruppo approda attraverso l'incontro prima con la filosofia di Berkeley e Fichte e successivamente con Hegel, Marx, Lenin, Trotsky ed il marxismo. Identificandosi con la classe lavoratrice, i surrealisti dimostrano totale disprezzo per l'elitarismo culturale capitalista, e sebbene la rivoluzione del movimento sia inizialmente intesa in relazione allo spirito ed alla mente, già nel 1925 coinvolge la trasformazione della società.
Se Beznos, Kahn, Lévy e Penrose si distinguono come militanti rivoluzionarie delle organizzazioni della classe lavoratrice e Cunard dà voce alla diaspora africana, in generale le prime surrealiste sono rivoluzionarie in quanto rifiutano tutto ciò che è ordinario e consolidato, comportandosi in maniera inusuale e talvolta estrema anche attraverso la poesia, come nel caso di Penrose, equivalente femminile di Benjamin Péret e Antonin Artaud.
Tuttavia le prime surrealiste restano soprattutto un sostegno al movimento: rispetto alle artiste ed alle letterate dei periodi successivi, il ruolo delle donne negli anni venti appare marginale e circoscritto; i loro nomi non compaiono fra quelli degli autori del Primo manifesto del 1924 né, se non molto raramente, in altre pubblicazioni, nonostante il loro contributo allo sviluppo teorico e pratico del gruppo. La loro produzione è scarsa e forse in parte perduta, e soltanto pochissime fra loro restano attive nelle decadi successive; fra le eccezioni Renée Gauthier, autrice del resoconto di un sogno attraverso cui conferisce importanza all'attività onirica ed anticipa il dinamismo assertivo di Joyce Mansour, Nelly Kaplan e Carmen Bruna.
Nonostante ciò, le donne che gravitano intorno al gruppo di Breton iniziano già ad ottenere risultati sul piano della liberazione femminile, che le porta sempre più ad affrancarsi nei confronti di una società borghese pronta a censurare la loro vita privata e le loro attività artistiche.

### 1930-1939
Il surrealismo negli anni trenta si concentra sul proprio riesame in maniera autocritica e completa ed amplia le prospettive, diffondendosi nell'Europa intera, nell'America settentrionale e meridionale, nelle Indie occidentali, in Africa ed in Giappone. Il surrealismo inoltre si avvicina sempre di più al marxismo, in un periodo di depressione economica, collasso politico, ascesa delle dittature e preparazione della guerra. I surrealisti sono fra coloro che ritengono inefficaci le soluzioni riformiste ed intitolano la loro nuova rivista "Il surrealismo al servizio della rivoluzione" (Le Surréalisme au service de la révolution, 1930-1933).
Con le sue tendenze marxiste ad orientamento hegeliano, la passione per la poesia e la sensibilità anarchica, il surrealismo è il movimento più radicale di quel periodo: anti-eurocentrico, antirazzista, anti-imperialista, non intimorito dall'inconscio, critico nei riguardi del mito del progresso, diffidente verso la tecnologia e sensibile nei confronti della natura selvaggia e delle culture primitive. Tali caratteristiche attraggono le donne, che si uniscono al movimento in quantità sempre maggiore.
Parallelamente alla crescita del movimento si assiste a quella del ruolo delle donne che vi prendono parte. Le surrealiste divengono sempre più numerose, assertive, produttive ed attive, anche politicamente, e si cimentano con varie forme di espressione, facendosi portavoce in prima persona del movimento, dedicandosi ad attività collettive ed esponendo o pubblicando le proprie opere. Pittrici e disegnatrici come Agar, Carrington, Colquhoun, Kahlo, Kerrn-Larsen, Lamba, Oppenheim, Rimmington, Toyen e Varo spalancano finestre sull'immaginario per le quali la critica, se pure non subito, deve riconoscerle maestre. Talvolta anche in assenza di preparazione accademica, le surrealiste minano le basi dell'arte borghese incentrata sulla produzione maschile.
A mano a mano che la crisi del 1929 si accentua nella decade successiva, la posizione già precaria delle donne nella società francese si aggrava ulteriormente: le donne, al pari delle minoranze etniche, degli immigrati e dei gruppi di lavoratori rivoluzionari, diventano i capri espiatori di tutte le disgrazie causate da un sistema sociale instabile. Anche se i salari delle lavoratrici sono inferiori rispetto a quelli dei lavoratori, le donne faticano ad essere assunte; l'ascesa dell'estrema destra porta con sé una propaganda frenetica contro il controllo delle nascite e le donne senza figli vengono accusate di fomentare il "suicidio della razza". Unica voce contro tale diffuso isterismo antifemminile è quella del gruppo surrealista, che risente invece sempre più dell'influenza delle donne e contemporaneamente rappresenta un porto sicuro per loro.
Rispetto alle ideologie repressive dell'epoca, il surrealismo si distingue anche per l'utilizzo radicale della psicoanalisi, che costituisce un ulteriore motivo di attrazione per le donne ribelli. Le teorie di Freud, ridotte dai medici elitari del tempo a mera terapia accomodante e lucrativa, per i surrealisti sono al servizio della poesia e della rivoluzione poiché liberano l'inconscio, il desiderio represso ed il mondo dei sogni.
Per i surrealisti le scoperte di Freud discreditano le razionalizzazioni positiviste che predispongono il mondo al capitalismo ed alla guerra, e la tecnica freudiana delle libere associazioni costituisce un metodo rivoluzionario. Per Toyen, Mary Low, Simone Yoyotte e Grace Pailthorpe, così come per altre surrealiste negli anni successivi, l'utilizzo della psicoanalisi è supporto fondamentale all'autoconsapevolezza e costituisce un'arma contro l'apparato repressivo della società.
Breton nel Primo manifesto fa riferimento all'infanzia quale età più vicina alla vita vera ed identifica la donna con la bambina in quanto essere orgoglioso e ribelle, che rifiuta di lasciare la baldanza, la curiosità e lo spirito avventuroso tipicamente infantili: comportamento che Breton non ha bisogno di immaginare, essendo prerogativa di alcune surrealiste come Meret Oppenheim, Gisèle Prassinos, Dora Maar e Leonora Carrington, ammirate per l'audacia creativa e per il genio affascinante.
Tra il 1930 ed il 1939 sono attive, fra le tante, Marcelle Ferry, Claude Cahun, Nancy Cunard, Valentine Penrose, Lise Deharme, Alice Rahon, Jeanne Megnen, Mary Low, Gisèle Prassinos, Leonora Carrington, che pubblicano volumi. Altre illustrano libri: Toyen illustra Justine di Sade, Valentine Hugo i Bizarre Tales di Achim von Arnim con la prefazione di Breton; Coeur de Pic di Lise Deharme contiene foto di Claude Cahun.
Se le scrittrici soffrono il limite della visibilità dovuto alla diversità dei linguaggi utilizzati, molte surrealiste partecipano a numerose esposizioni internazionali del movimento a Londra, Parigi, Amsterdam, Bruxelles, Tokyo ed altre città: le prime a farlo sono Marie-Berthe Ernst, Meret Oppenheim, Toyen, Valentine Hugo, Dora Maar, Eileen Agar e Remedios Varo, che espongono anche più volte. Opere di Nusch Éluard, Jacqueline Lamba, Dora Maar e Meret Oppenheim vengono riprodotte in una serie di cartoline surrealiste.
Nonostante la fotografia all'epoca sia considerata di bassa cultura, di rilievo sono le opere delle fotografe surrealiste quali Lola Álvarez Bravo, Denise Bellon, Ida Kar, oltre a Cahun, Maar, Mallo e Lee Miller, che contribuisce alla tecnica della solarizzazione. Le donne si rivelano inoltre particolarmente dotate per i collage e gli oggetti surrealisti, distinguendosi pure nelle arti decorative: Mary Hubachek Reynolds è la prima ad imprimere un'impronta surrealista all'arte della rilegatura, Meret Oppenheim crea anche gioielli e mobili, come più tardi farà Ursula Stock. I bozzetti ed i gioielli creati da Elsa Schiaparelli risentono dell'influenza surrealista anche nel campo della moda.
Se è poco conosciuto il contributo surrealista alla danza, come quella di Hélène Vanel in apertura all'esposizione surrealista internazionale tenutasi a Parigi nel 1938, quasi totalmente ignorati dalla critica sono gli scritti teorici e polemici delle surrealiste. Negli anni trenta vi sono donne che per la prima volta affrontano questioni di teoria e politica in maniera coraggiosa, rigorosa e sistematica, in quello che era considerato territorio prevalentemente maschile: Cahun, Cunard, Low, Pailthorpe, ad esempio, fanno sentire le proprie voci e, pur in minoranza, riescono ad inquadrare il surrealismo come insieme dinamico dotato di varie sfaccettature.
Tranne Cunard, Penrose, Deharme e poche altre che hanno aderito al gruppo nella decade precedente, le surrealiste come la svedese Greta Knutson o le artiste che risentono dell'influenza del surrealismo come la statunitense Gertrude Abercrombie sono per lo più nuove arrivate, quasi tutte giovanissime e soltanto in minima parte francesi (come Lamba, Ernst, Hugo, Rahon), data la rapida internazionalizzazione del movimento. Spesso fuggono di casa e si uniscono al gruppo surrealista parigino dalla Svizzera (Oppenheim), dalla Spagna (Maruja Mallo e Remedios Varo), dalla Germania (Nusch Éluard), dalla Gran Bretagna (Mary Low e Leonora Carrington), dagli Stati Uniti d'America (Lee Miller e Kay Sage), dalla Martinica (Yoyotte, la prima donna di colore fra i surrealisti).
Molte surrealiste decidono di trascorrere all'estero lunghi periodi o vi si trasferiscono definitivamente. Alcune invece fondano o diventano figure di spicco nei gruppi surrealisti del proprio Paese: Toyen e Katy King (pseudonimo di Libuše Jíchová) in Cecoslovacchia, Eileen Agar, Sheila Legge e Grace Pailthorpe in Gran Bretagna, El Alailly in Egitto, Maruja Mallo e Remedios Varo in Spagna, Rita Kerrn-Larsen e Elsa Thoresen in Danimarca, Irène Hamoir in Belgio.

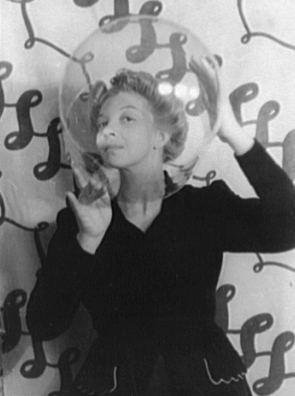
Leonor Fini

Le giovani donne che aderiscono al gruppo surrealista negli anni trenta, anche quando, come Fini e Kahlo, si dichiarano "non surrealiste" pur avvicinandosi al movimento ed esponendo con i membri del gruppo, considerano il surrealismo come la migliore opportunità per la liberazione sociale, come sostegno del proprio desiderio di fuga dai confini inibitori del matrimonio, della vita domestica e della maternità nell'ambito delle classi medie. Pur provenendo da realtà sociali e culturali diverse, ed ispirandosi a modelli differenti (ad esempio la pittura italiana del XIV secolo e le fonti letterarie celtiche per Carrington, la ritrattistica messicana del XIX secolo per Kahlo, i fiamminghi ed i romantici tedeschi per Fini), le artiste hanno molti punti di contatto. L'autorappresentazione è uno di questi punti di contatto, se pure prodotta in maniera diversa; in generale, le opere delle surrealiste mostrano affinità nel tipo di struttura che tende ad essere narrativa anziché di rottura, nell'autoconsapevolezza nei confronti della concezione sociale della femminilità come superficie ed immagine, nella tendenza allo spettrale ed all'onirico, nella preoccupazione per i poteri psichici attribuiti al femminile e nella scelta del doppio, della maschera, della finzione come difesa dalla paura di mancanza di identità.
Le surrealiste attive negli anni trenta e quaranta producono autoritratti che non trovano equivalenti nella produzione maschile dello stesso periodo. I surrealisti esaltano la donna in quanto musa, la trasformano in creatura meravigliosa, magica, in base al proprio desiderio ed alla propria immaginazione; la considerano un essere al tempo stesso familiare ed incomprensibile, estraneo perciò inquietante, e la celebrano attraverso immagini feticistiche che ne sottolineano l'alterità. Al contrario le artiste si rivolgono alla propria realtà, svolgendo una ricerca all'interno della propria soggettività che viene resa concreta nelle opere tramite l'esplorazione del corpo femminile, luogo di desideri conflittuali, e della femminilità quale rete di aspettative sociali, presupposti storici e costrutti ideologici. In tal modo gli autoritratti sfidano radicalmente le convenzioni sociali.

### 1940-1945
Dal 1939 il movimento surrealista non può più mantenere l'alto livello di organizzazione e di coesione internazionali raggiunti nel corso degli anni trenta. L'occupazione militare nazista pone bruscamente termine all'espressione pubblica del surrealismo in Cecoslovacchia, Romania, Danimarca, Paesi Bassi, Belgio e Francia. Il gruppo surrealista parigino è costretto alla diaspora: un primo trasferimento a Marsiglia è il punto di partenza per l'esilio a New York, in Messico, ai Caraibi. Chi resta nel proprio Paese continua l'attività surrealista in maniera clandestina.
La comunicazione fra i vari esponenti del movimento è limitata a bollettini fatti segretamente circolare a rischio della vita. In Francia diversi surrealisti attivi nella Resistenza vengono uccisi dai nazisti; le surrealiste Fanny Beznos, Hélène Vanel, Sonia Mossé e Edith Hirschová (nota come Tita) muoiono nei campi di concentramento. Le dittature al potere in Europa costringono i surrealisti all'esilio; in Giappone è in vigore una legge anti-surrealista in nome della quale i surrealisti vengono imprigionati o condannati agli arresti domiciliari. Nei Paesi ancora governati dalla democrazia il movimento è comunque limitato dagli effetti della guerra: lo stesso Breton viene ospitato negli Stati Uniti d'America a condizione di non intraprendere attività politica ed è soggetto alla sorveglianza della FBI.
Malgrado ciò, il movimento riesce a propagarsi altrove, grazie anche all'adesione di nuovi membri, fra cui molte donne: l'attività o la ribellione surrealista si manifesta pubblicamente in Gran Bretagna, in Egitto, in Cile, nella Martinica, a New York, in Messico, a Cuba, a Haiti e nella Repubblica Dominicana. La partecipazione femminile aumenta ulteriormente, molte nuove arrivate si radunano intorno a Breton che con i suoi amici ha riorganizzato il gruppo, mentre le surrealiste attive nella decade precedente (Toyen, Carrington, Lamba, Low, Agar, Penrose, Sage, Varo) restano fedeli al movimento con tenacia e coraggio.
Si moltiplicano le pubblicazioni delle surrealiste ed anche la qualità delle opere femminili di quel periodo è notevole. L'effetto di tale crescente influsso femminile si fa sentire in molteplici modi e nel 1943, per la prima volta, sulla rivista VVV le reazioni femminili vengono registrate separatamente da quelle maschili, ossia viene posta l'attenzione sulle differenze e sulle similitudini fra i generi. Nello stesso 1943 Peggy Guggenheim, sollecitata da Marcel Duchamp, organizza a New York un'esposizione tutta al femminile, di cui André Breton e Max Ernst sono giudici e nella quale espongono 31 donne, fra cui Carrington, Kahlo, Lamba, Louise Nevelson, Oppenheim, Sage, Dorothea Tanning e Julia Thecla.
Fra le nuove surrealiste si esprimono attraverso la pittura Emmy Bridgwater, Sonia Sekula, Aline  Gagnaire, Dorothea Tanning, Marion Adnams, Fanny Brennan; sono scultrici Maria Martins, Isabelle Waldberg e Xenia Cage, fotografe le egiziane Ida Kar e Hassia, la messicana Eva Sulzer, la statunitense Helen Levitt. In numero esiguo e di scarsa rinomanza le scrittrici, fra le quali le francesi Laurence Iché e Suzanne Césaire, Lucie Thésée dalla Martinica, Gertrude Pape dai Paesi Bassi. Poche e di scarsa tiratura le pubblicazioni di Penrose, Carrington, Low, Ikbal El Alailly, Laurence Iché.
Negli anni quaranta la critica non può più ignorare il contributo femminile al surrealismo; parallelamente il surrealismo stesso attraversa una nuova fase di effervescenza, ben lungi dall'essersi disgregato durante la guerra, e si estende a campi non ancora esplorati negli anni precedenti, assumendo un ruolo nelle trasformazioni sociali e culturali. L'apporto femminile è determinante per questa crescita del movimento, le cui basi teoriche sono da ricercare nella lettura della Fenomenologia dello spirito di Hegel tradotta in quel periodo da Jean Hyppolite e nel ritorno all'automatismo proclamato dallo stesso Breton nel 1939.
Durante gli anni della seconda guerra mondiale faro del pensiero surrealista è il gruppo della rivista Tropique, di cui fanno parte Suzanne e Aimé Césaire, che Breton incontra a Fort-de-France in Martinica nel 1941. Nonostante il marito abbia monopolizzato l'attenzione della critica, Suzanne è figura centrale sia del gruppo della rivista Tropique, sia del movimento surrealista internazionale: donna di colore, studiosa e teorica ben preparata in filosofia, etnologia e poesia, esemplifica tutto ciò di più audace che può esservi nel surrealismo dell'epoca. Molti articoli di Suzanne Césaire possono considerarsi manifesti del surrealismo e conferiscono nuova enfasi drammatica a concetti chiave del movimento, che contribuiscono a rendere concreti, urgenti ed attuali: antirazzismo, anticolonialismo, rapporti fra il genere umano e la natura. Per la prima volta in uno scritto surrealista, su Tropique viene utilizzato il termine ecologia.
Oltre a Suzanne Césaire, che stranamente non menziona mai nei suoi scritti le conquiste femminili pur incarnando il nuovo modo di essere donna e surrealista, in quel difficile periodo storico altre donne contribuiscono ad ampliare le prospettive surrealiste e spesso ovviano a tale omissione: Mary Low, Leonora Carrington, Ikbal El Alailly, Jacqueline Johnson, Eva Sulzer, Elisa Breton. In particolare Jacqueline Johnson anticipa l'ecofemminismo, mentre il volume La verdad contemporanea (La verità contemporanea) scritto da Mary Low insieme a Juan Breá con la prefazione di Benjamin Péret, rappresenta il primo tentativo surrealista di trattare da un punto di vista teorico il ruolo della donna nella storia.
Peggy Guggenheim celebrò le surrealiste con le esposizioni del 1943 e del 1945 nella propria galleria Art of This Century a New York. Vennero invitate artiste sia europee che americane, da Leonora Carrington a Frida Kahlo a Leonor Fini a Muriel Streeter.
Al Cairo Ikbal El Allailly nel 1945 pubblica un'antologia di autori romantici tedeschi intitolata Vertu de l'Allemagne (Virtù della Germania), forse prevedendo l'ondata di germanofobia postbellica, e cerca un collegamento storico e filosofico fra i poeti romantici tedeschi ed il surrealismo. Lo stesso Breton anni prima ha ammesso un legame con il romanticismo: i fondatori del surrealismo si riconoscono, da un punto di vista intellettuale e poetico, quali eredi del ragguardevole contingente di donne pensatrici, sognatrici, ribelli, innovatrici e critiche della società costituito dalle autrici del periodo romantico che il surrealismo stesso ha contribuito a valorizzare. Curiosamente, però, alcune surrealiste affermano di non aver mai letto le opere delle autrici che i surrealisti considerano fra i precursori e gli ispiratori del movimento.
Gli sviluppi embrionali ma promettenti di questo periodo vengono congelati dalla guerra mondiale e successivamente dalla guerra fredda, durante le quali il surrealismo è costretto alla clandestinità. I progressi restano teorici fino al rinnovamento globale degli anni settanta.

### 1946-1959
Dal punto di vista dei surrealisti, gli anni del dopoguerra in Europa ed in America portano un lungo periodo di controrivoluzione. In quest'epoca dominata culturalmente e politicamente dal cinismo, l'apatia è una parola d'ordine ed il surrealismo è considerato utopistico, sciocco, irrilevante, ingenuo, infantile, uno strascico del romanticismo e, soprattutto, fuori moda. In Unione Sovietica è associato al capitalismo, negli Stati Uniti d'America è guardato con diffidenza, come anti-americano. In Europa, e soprattutto in Francia, viene emarginato in quanto possibile minaccia al potere ed ai privilegi di tutti i partiti di sinistra, di destra e di centro. La risposta francese al sentimento di disperazione e di accidia è il ricorso all'esistenzialismo. Il gruppo surrealista rifiuta le tendenze alla moda e reazionarie e si riorganizza raccogliendo numerosi consensi e nuovi sostenitori fra i giovani.
Le attività surrealiste riprendono con rinnovato fervore. Nel 1947 nella mostra internazionale di Parigi artiste ed artisti espongono insieme. Tuttavia la situazione resta precaria e talvolta, come nell'Europa orientale dominata dallo stalinismo, il surrealismo è di nuovo costretto alla clandestinità od all'esilio. I gruppi surrealisti che si sono formati durante la guerra si sciolgono. Soltanto in Romania e Portogallo l'attaccamento fedele al movimento, nonostante le difficoltà, è pervaso perfino da un senso di identità collettiva.
In Romania ed in Portogallo, ma anche in Cecoslovacchia, Serbia, Francia, Belgio, Spagna, Grecia, Giappone, Indie occidentali francesi, Argentina e Cile, il surrealismo è una forza nella vita culturale nazionale, mentre in altri Paesi (Stati Uniti d'America, Gran Bretagna, Italia, Germania, Paesi Bassi, Russia e Paesi scandinavi) è una corrente radicale sotterranea. Romene sono le surrealiste Antonia Rasicovici, Mirabelle Dors, Lygia Alexandrescu; portoghesi Maria Helena Vieira da Silva, Paula Rego, Luiza Neto Jorge, Isabel Meyrelles; ceca Maria Pospisilova.
Nuovi gruppi si formano: a Montréal, dove fra gli Automatists sono attive Thérèse Renaud e la ballerina Françoise Sullivan; in Argentina, con Olga Orozco e la poetessa peruviana Blanca Varela; in Austria, con Anneliese Hager; a New Orleans in Louisiana con Carol St. Julian e la fotografa Anne McKeever; a Tokyo nel 1958. A Milano nel 1959 viene pubblicata la rivista surrealista Front Unique. La guerra fredda, tuttavia, mette a dura prova il clima intellettuale, e nessuno di questi gruppi sopravvive a lungo.
Si formano parallelamente gruppi secessionisti che ritengono di sostituire il movimento surrealista; pure tali gruppi sono destinati a fallire in breve tempo, a distanza di pochi anni. Malgrado tutto ogni gruppo, ed in particolare il CO.BR.A., contribuisce allo sviluppo del surrealismo stesso. Nessuno dei gruppi secessionisti può vantare un numero di donne pari a quello dei surrealisti.
Se pure il surrealismo, ed in particolare le surrealiste, trascorrono un lungo periodo difficile durante i primi anni della guerra fredda, i momenti positivi non mancano, condivisi da uomini e donne. Molte le nuove adesioni, di diversa appartenenza geografica, alle varie forme espressive: dalle pittrici Clara Ledesma, Marie Wilson, Judit Reigl, Mimi Parent, Paula Rego, Baya, Gudrun Åhlberg, Marcelle Loubchansky, Suzanne Besson, Marie Carlier, Henriette de Champrel, Marianne Van Hirtum, Marianne Tischler, alle scultrici Isabel Meyrelles, Mirabelle Dors, Helen Phillips, alle fotografe Henriette Grindat e Emila Medková. In campo cinematografico Nelly Kaplan diventa la prima surrealista direttrice della fotografia; la stessa Kaplan, che pubblica con lo pseudonimo di Belen, è fra le scrittrici insieme a Joyce Mansour e Unica Zürn. Nei propri saggi Françoise Sullivan tratta delle frontiere dell'automatismo cinetico che la stessa esplora tramite la danza; attraverso la danza si esprimono anche Katherine Dunham e Sybil Shearer.
Il periodo compreso tra la fine degli anni quaranta e gli anni cinquanta è particolarmente fertile per la poesia surrealista, che trova espressione in vari Paesi e diverse lingue: nel 1945 la diciottenne Thérèse Renaud di Montréal pubblica le prime poesie surrealiste canadesi; nel dopoguerra Anneliese Hager e Unica Zürn annoverano la presenza surrealista nell'idioma tedesco; i versi di Isabel Meyrelles e Luiza Neto Jorge segnalano in portoghese la volontà surrealista di rivolta; Olga Orozco a Buenos Aires e Blanca Varela in Perù alimentano il fuoco surrealista in spagnolo. In francese, in particolare, l'opera di Joyce Mansour e di Marianne Van Hirtum conferisce una ventata di novità al surrealismo.
Diverse surrealiste attive negli anni venti e trenta sono ancora in attività negli anni cinquanta. Fra queste, in particolare, Oppenheim e Toyen assumono un ruolo di spicco nel gruppo parigino, mentre in altre parti del mondo continuano a pubblicare Leonora Carrington, Mary Low, Irène Hamoir e Valentine Penrose.
Le attività surrealiste di questo periodo si intensificano: nascono nuovi giochi, vengono pubblicati nuovi periodici, si organizzano esposizioni, recite, improvvisazioni ed esperimenti collettivi. Tali attività, in cui la partecipazione femminile è sempre più importante, costituiscono la fonte di conoscenza poetica rivoluzionaria che suggerisce modi per superare ciò che Breton denuncia come miserabilismo, ossia l'insieme deprimente delle ideologie dominanti.
Nonostante la scarsa risonanza, il contributo femminile a teoria e critica è molto intenso negli anni cinquanta, ad opera per esempio di Jacqueline Senard e Nora Mitrani. Quest'ultima, in particolare, produce scritti che propongono lo studio del femminile e rappresentano una novità per il surrealismo e per il femminismo.

### 1960-1979
Nel maggio 1968 il surrealismo diventa la voce della rivolta giovanile, preparata negli anni cinquanta e sessanta dai poeti del gruppo surrealista. Durante la guerra fredda i surrealisti fanno parte della piccola minoranza che rifiuta entrambe le superpotenze antirivoluzionarie. Nonostante le esposizioni e le pubblicazioni, la tendenza generale dei media e degli accademici è quella di ignorare le manifestazioni di matrice surrealista, che vengono volutamente considerate retaggio del passato. Il movimento surrealista è così costretto ad essere un fenomeno sotterraneo. Tuttavia questa posizione di sfavore consente ai surrealisti di guadagnare il rispetto dei giovani ribelli, in numero sempre crescente, che utilizzano canali alternativi per procurarsi opere non convenzionali.

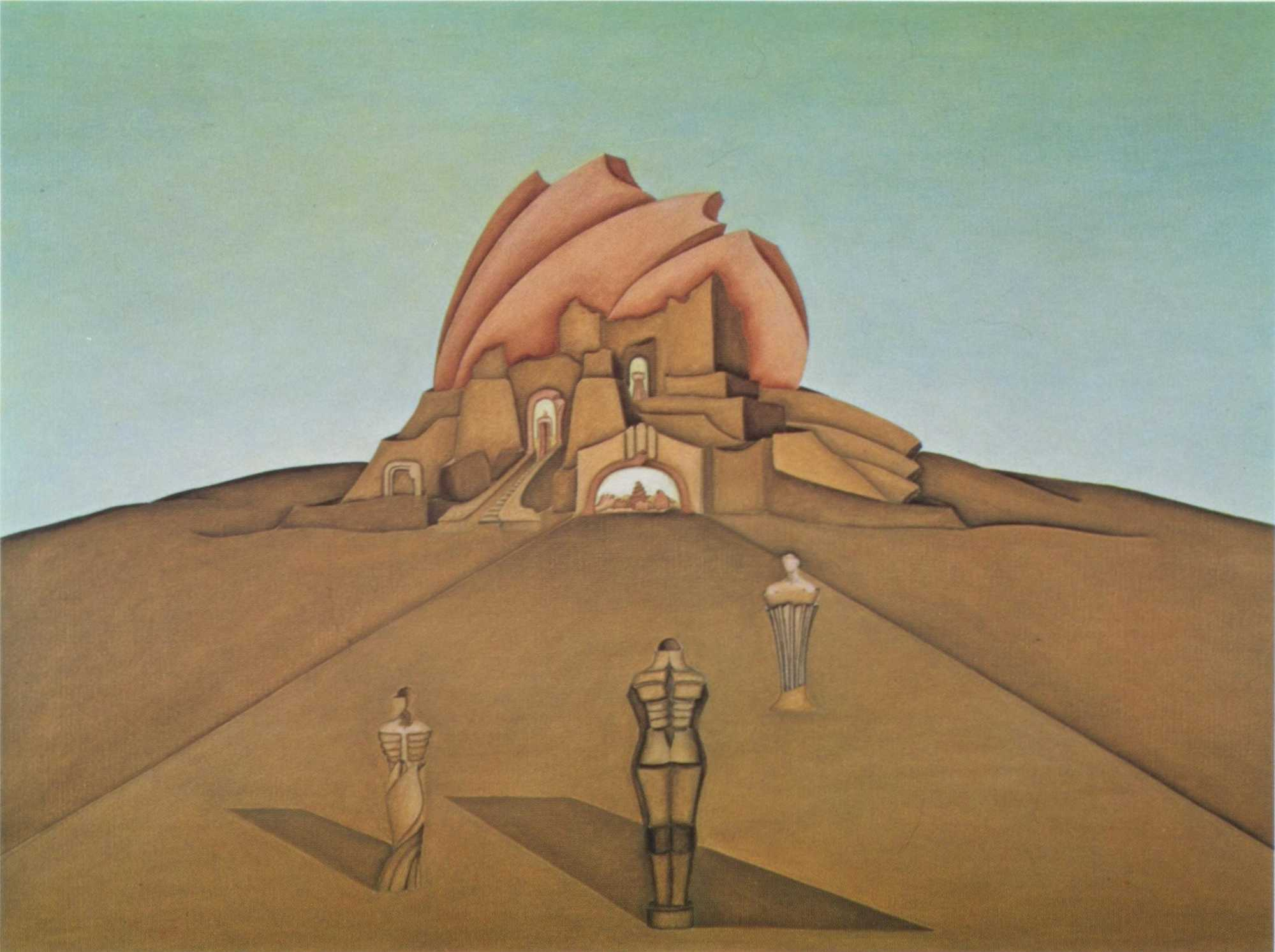
Babylon di Ursula Stock

Indicativa del ruolo fondamentale del gruppo surrealista nei confronti di questi giovani e dei movimenti cui essi danno vita è la pubblicazione nel 1958 della rivista politica Quatorze juillet (Quattordici luglio), in opposizione al regime gaullista. Anche se limitata a tre sole uscite, la rivista trasmette il desiderio di opporsi ai compromessi e suscita consensi man mano sempre più numerosi.
Nel 1960 il programma radiofonico In Defense of Surrealism (In difesa del surrealismo) trasmesso dalla BBC fornisce un'anticipazione della rinascita del surrealismo negli anni sessanta. Si tratta probabilmente della maggiore opportunità mai avuta dai surrealisti per raggiungere il pubblico più vasto. Portavoce del movimento in tale trasmissione sono Joyce Mansour, Nora Mitrani, Robert Benayoun ed Octavio Paz: la scelta di quattro esponenti di origini diverse smentisce la maggior parte dei critici, che giudicano il surrealismo esclusivamente francese e maschile.
Il radicalismo degli anni sessanta è una vasta categoria che include la Nuova Sinistra e la Controcultura, oltre a vari movimenti come il nazionalismo dei Neri e la liberazione della donna. La diffusione del radicalismo in molti Paesi non ne impedisce l'omogeneità. Alcuni storici hanno sottolineato come le caratteristiche essenziali di questo nuovo radicalismo sono state anticipate dal surrealismo, la cui influenza si riflette nel rifiuto dei dogmi e degli autoritarismi, nell'attenzione alle popolazioni emarginate ed alla vita quotidiana, nell'interesse per l'antimilitarismo e per le utopie, nel ricorso all'umorismo ed a stati di coscienza alternativi, nella ricerca della libertà dalle convenzioni sociali e sessuali, nel sostegno ai diritti delle donne e degli animali. Il nuovo radicalismo a propria volta conferisce al surrealismo nuovo vigore e ne rinforza l'impatto sociale.
Nuovi gruppi surrealisti si formano a Chicago e San Paolo (Brasile); a Praga il gruppo clandestino formatosi nel 1948 riesce a prendere contatto con il movimento internazionale. Il gruppo parigino si moltiplica attraverso la formazione di vari piccoli gruppi in Francia e nella stessa Parigi. Malgrado il duro colpo costituito dalla morte di Breton nel 1966, il surrealismo continua a trovare espressione e viene mantenuto vivo come lo stesso Breton avrebbe desiderato. Vengono organizzate esposizioni surrealiste internazionali a Parigi (1959-1960 e 1965-1966), New York (1960-1961), Milano (1961), San Paolo (1967), Praga (1968) e Chicago (1976). Accanto alle mostre, altre manifestazioni si susseguono, e le pubblicazioni ed i periodici surrealisti trovano voce in molte lingue. Uomini e donne lavorano, espongono e pubblicano fianco a fianco.
Quando nel 1968 esplode la rivolta studentesca, seguita dallo sciopero generale, il gruppo surrealista è una delle poche organizzazioni radicali pronte per tali eventi. I surrealisti costituiscono parte di quella minoranza rivoluzionaria denunciata da De Gaulle e dal partito comunista come enragés (infuriati). La solidarietà fra surrealisti e rivoluzionari è documentata in particolare dal fascicolo speciale dedicato al maggio 1968 ed abbozzato da Annie Le Brun sulla rivista surrealista L'Archibras. Dopo i giorni di maggio, tuttavia, il gruppo di Parigi attraversa un periodo di pesante crisi interna a causa delle tensioni accumulate.
L'attività collettiva ristagna e nel marzo del 1969 il gruppo comincia a frantumarsi, tanto che alcuni membri ne dichiarano lo scioglimento. Tuttavia la maggioranza rimane compatta e nel 1970 pubblica il primo Bulletin de liaison surréaliste (Bollettino della coalizione surrealista); della maggioranza fanno parte Mimi Parent, Joyce Mansour, Micheline Bounoure e Marianne Van Hirtum. Il tentativo di sciogliere formalmente il gruppo non trova sostenitori negli altri Paesi, in molti dei quali lo spirito degli anni sessanta rifiorisce nel decennio successivo.
Il 1973 è il primo anno di vita del movimento arabo in esilio, un gruppo basato su quello parigino e comprendente membri provenienti da Iraq, Algeria, Libano e Siria. Il surrealismo nel mondo arabo ha origine verso la metà degli anni trenta, quando il poeta Georges Henein, cui si uniscono Ikbal El Alailly, Ida Kar ed altre, inizia un'agitazione al Cairo. Le pubblicazioni dell'epoca iniziale sono per lo più in francese, mentre negli anni settanta i surrealisti arabi pubblicano prevalentemente utilizzando la propria lingua.
Anche l'Africa ed il mondo della diaspora africana hanno molti approcci con i surrealisti negli anni settanta. Il coinvolgimento di artisti di colore inizia con un gruppo di studenti della Martinica nel 1932 e si espande più tardi con l'arrivo di Wifredo Lam e successivamente con il gruppo Tropiques a Fort-de-France, per poi sviluppare stretti legami con il movimento surrealista degli anni sessanta e settanta. Una delle maggiori esponenti surrealiste degli anni settanta è la poetessa afroamericana Jayne Cortez, una delle maggiori voci rivoluzionarie dell'epoca.
In Giappone il surrealismo si diffonde nel 1925, ma soltanto negli anni settanta registra un contributo femminile: la pittrice e disegnatrice Yoshiko. Altre donne contribuiscono nello stesso decennio ad organizzare e riorganizzare gruppi e stimolare l'attività surrealista in Argentina, Australia, Danimarca, Svizzera, Irlanda, Gran Bretagna ed altri Paesi.
Durante tutto il periodo della rinascita surrealista degli anni sessanta e settanta la componente femminile è attiva più che mai e sempre con maggiori iniziativa e dinamismo. Nel ventennio compreso tra il 1959 ed il 1979 le surrealiste come Mimi Parent, Nicole Espagnol, Joyce Mansour, Elisa Breton e Toyen curano periodici ed antologie, organizzano esposizioni collettive, inventano nuovi giochi, pubblicano libri ed articoli in quantità mai raggiunte prima e la loro visibilità è di gran lunga maggiore rispetto agli anni precedenti.
All'epoca del movimento del Sessantotto le pittrici Eileen Agar, Leonora Carrington, Toyen, Meret Oppenheim e Mimi Parent hanno conquistato rinomanza mondiale, così come la scultrice Maria Martins e la poetessa Joyce Mansour. Diverse surrealiste si trovano sotto i riflettori e le loro opere circolano; altre che a lungo non avevano partecipato ad attività collettive (Agar, Bridgwater, Colquhoun) si uniscono a gruppi di nuova organizzazione. Fra le più note nelle arti visive sono attive Mimi Parent, Giovanna, Anne Ethuin, Irena Dedicova, Marianne Van Hirtum, Leonora Carrington, Alice Rahon, Toyen, Rikki Ducornet, Aube Elléouët, Miriam Bat-Yosef, Eva Švankmajerová, Haifa Zangana. Meno note, forse, le artiste Anne-Marie Guillon, Hilary Booth, Jocelyn Koslofsky, Debra Taub, Mado Spiegler, LaDonna Smith, Halina Zalmanowicz, Susana Wald.
Sul piano teorico i contributi femminili sono molto più numerosi ed ottengono eco molto più vasta rispetto a quelli degli anni trenta e quaranta. Fra le contributrici di varie nazionalità: Joyce Mansour, Marianne Van Hirtum, Annie Le Brun, Micheline Bounoure in lingua francese, Elisabeth Lenk in lingua tedesca, Eva Švankmajerová, Alena Nádvorníková, Vera Linhartová in lingua ceca, Leila Ferraz in lingua portoghese del Brasile, Haifa Zangana in lingua araba, Nancy Joyce Peters, Hilary Booth, Jayne Cortez e Rikki Ducornet in lingua inglese. Oltre a possedere una grande chiarezza espositiva, tutte si esprimono anche attraverso la poesia e sono accomunate fra di loro dalla ricorrenza degli stessi temi, se pure espressi in maniera diversa: la denuncia dell'ingiustizia, la richiesta di cambiamenti rivoluzionari e la difesa delle cause della poesia, della libertà e dell'amore.

### 1980-1998
Ancora sul piano teorico i contributi delle surrealiste aumentano moltissimo. Gli scritti di Haifa Zangana, Eva Švankmajerová, Alena Nádvorníková, Silvia Grénier, Hilary Booth, Nancy Joyce Peters, Rikki Ducornet, Alice Farley, Elaine Parra, Ivanir de Oliveira, e Nicole Reiss, insieme alle poesie di Jayne Cortez, Carmen Bruna e Petra Mandal, sono esempi di "indagine coraggiosa ed avventurosa, rifiuto del dogmatismo, interpretazione critica quale attività poetica, totale divergenza dalle ideologie al potere e nuovo avvio del più desiderabile tipo di sogno utopistico". Nel surrealismo la poesia, la teoria critica e l'attività rivoluzionaria sono sempre più avvertite come un insieme unico ed indivisibile.
La critica invece che preserva e protegge le tradizioni preferisce fare riferimento al surrealismo come ad un retaggio del passato ormai concluso, tacendone la rinascita degli anni sessanta, altrimenti problema imbarazzante. Soprattutto, del movimento surrealista viene misconosciuta l'espansione mondiale e l'apertura: da tale tipo di critica deriva il cliché di un movimento esclusivamente francese, misogino e non più attivo. Dal 1980, al contrario, gruppi surrealisti sono attivi a San Paolo del Brasile, Buenos Aires, Praga, Brno, Parigi, Madrid, Stoccolma, Leeds, Chicago ed in Australia.
Come nei decenni precedenti, la maggior parte dei gruppi degli anni ottanta e novanta, di formazione più o meno recente, pubblica riviste ed è composta da membri attivi anche politicamente che denunciano le repressioni del governo, inneggiano alla rivolta e si identificano nelle varie correnti di estrema sinistra. I vari gruppi collaborano alla pubblicazione, in più lingue ed a periodicità irregolare, dell'International Surrealist Bulletin che, insieme ad altre stampe collettive, offre un panorama di attività e prospettive nelle quali emergono le "costanti" del surrealismo, riprese in maniera nuova e diversa: poesia, amore, libertà, sogno, umorismo, gioco, eros, ribellione.
Una delle principali caratteristiche del surrealismo degli anni ottanta e novanta è l'ampliamento del campo delle ricerche, in particolare nell'antropologia, nel folklore e nella psicoanalisi, e delle applicazioni, tramite l'esplorazione di forme espressive prima rimaste a margine, come la danza, la musica, la storia, l'architettura, i film di animazione. Pur continuando a prosperare al di fuori degli Atenei quale "ultimo grande movimento intellettuale non accademico", il surrealismo viene coltivato anche da docenti universitarie come ad esempio Silvia Grénier ed Alena Nádvorníková.
Dal 1976, anno dell'esposizione internazionale del surrealismo, si moltiplicano le manifestazioni riguardanti le arti plastiche, anche se restano al di fuori del mercato, coerentemente con la linea sempre seguita dai surrealisti. I giovani vengono influenzati dalle opere riprodotte sulle riviste surrealiste e sui cataloghi di mostre di Ody Saban, Gloria Villa, Gina Litherland, Laura Corsiglia, Olga Billoir, Josifa Aharony, Laikla Hollo Aiach, Hilton Seawright Araujo, Lya Paes de Barros, Heloísa Pessôa: artiste di scarsa notorietà ma di grande originalità.
Il collage continua ad essere uno dei metodi di ricerca più efficaci per i surrealisti, ed è utilizzato fra le altre da Laila Aiach, Teresa Machado, Elaine Parra, Ivanir de Oliveira, Lya Paes de Barros, Suzel Ania, Janice Hathaway, Catherine Seitz. Nicole Reiss e Michèle Finger sono scultrici, mentre Irene Plazewska, Katerina Piňosová, Katerina Kubiková, Lurdes Martinez, Conchi Benito, Kajsa Bergh, Aase Berg e Petra Mandal si dedicano alle arti grafiche.
I surrealisti continuano a celebrare la poesia, con cui è iniziato il movimento e del quale resta la spina dorsale, come il linguaggio più elevato di fronte alle diffuse tendenze retrograde. Le poetesse surrealiste, da Mary Low a Katerina Piňosová, condividono interessi radicati nei valori sovversivi e nella totale indifferenza verso la rincorsa del successo: la poesia è uno "stimolo all'insubordinazione ed alla rivolta", un'espressione di "totale sfida", come dichiara Carmen Bruna in un'intervista.
Politicamente il surrealismo degli anni ottanta e novanta continua ad essere impegnato, anche se, in assenza di movimenti rivoluzionari internazionali, in battaglie più circoscritte. In ciascuna di queste lotte i surrealisti e le surrealiste pongono l'accento sulla necessità di una visione politica a più ampio respiro, di movimento radicale più vasto per una nuova società non repressiva. Reinventando l'immagine della rivoluzione e, in questo modo, rivoluzionando se stesso, il surrealismo mantiene anche la propria continuità. Alcune tematiche prima marginali, come l'ecologia e i diritti degli animali, in questo periodo assumono carattere prioritario.
In questo stesso periodo le surrealiste sono numerose ed attive come non lo erano ancora state; la presenza femminile supera talvolta quella maschile, come nel gruppo di San Paolo, dove le donne sono numericamente quasi quattro volte gli uomini. Ciononostante alcuni critici considerano ancora misogino il surrealismo, portando avanti il retaggio di convinzioni risalenti all'inizio del XX secolo: "l'avanguardia in Occidente nasce proprio con il «disprezzo della donna» proclamato da Marinetti (...) epifenomeno di una vasta congiuntura storico-culturale", che vede nella donna "una cultura puramente istintiva, praticamente sprovvista d'intelligenza". "Il virilismo futurista" ha "di fatto un rovesciamento quasi speculare nel surrealismo" che celebra la donna "proprio come creatura dell'irrazionale".

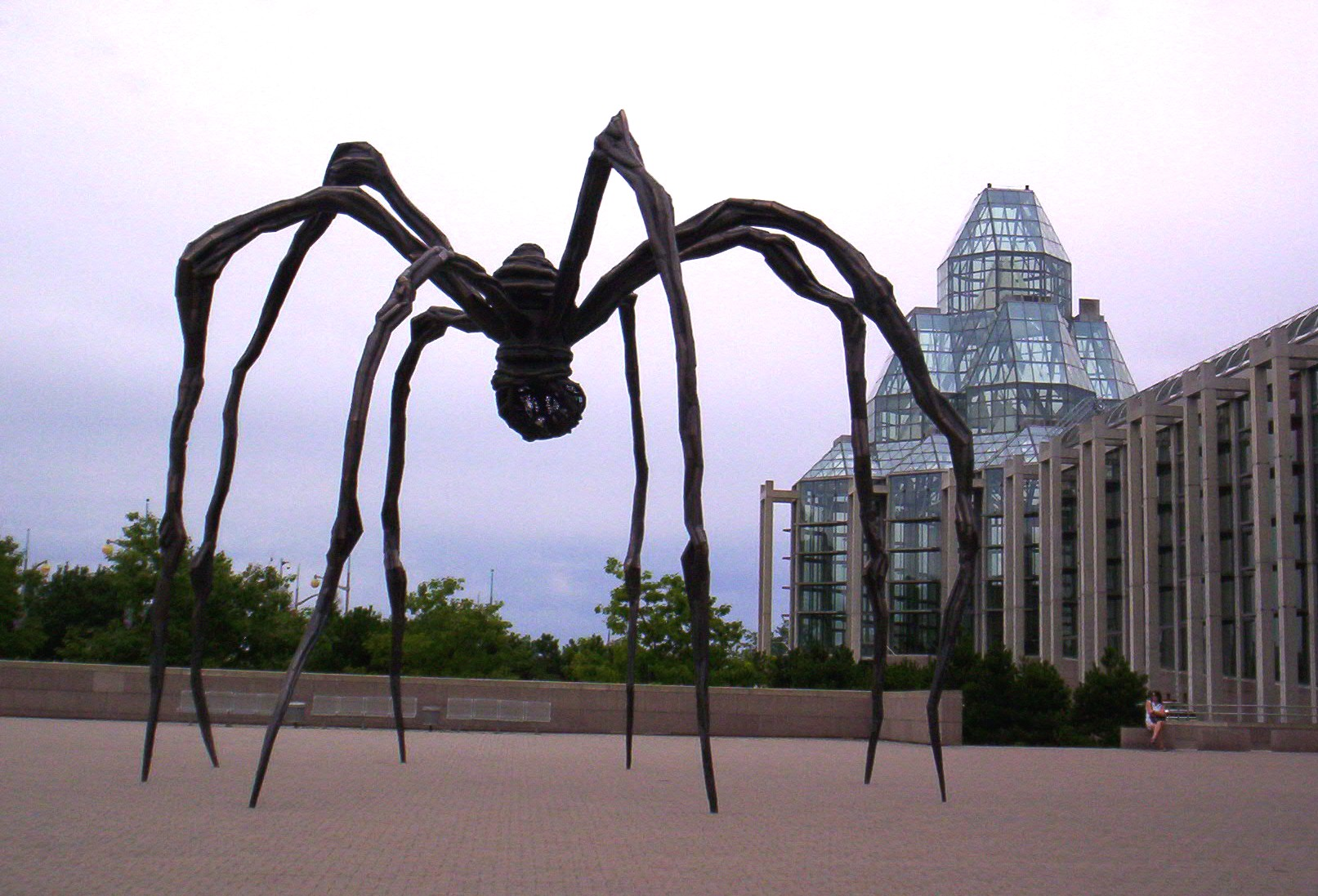
Maman di Louise Bourgeois, collocata davanti alla National Gallery of Canada

Molti critici collegano alle pratiche di frammentazione del surrealismo le artiste degli anni novanta senza andare oltre le somiglianze formali, ossia senza spiegare le differenze fra il surrealismo storico e l'eredità artistica raccolta ad esempio da Cindy Sherman, Francesca Woodman, Kiki Smith, Louise Bourgeois, Dorothy Cross, Michiko Kon, Paula Santiago, Ana Mendieta, che rappresentano l'identità personale e sessuale in risposta alle convenzioni sociali e culturali, spesso tramite strategie decostruttive o l'utilizzo di avatar simbolici e metaforici. Il compito non è trovare uno stile condiviso, una somiglianza politica o di atteggiamento, oppure un'eredità comune in base al sesso: le influenze intergenerazionali possono essere trasmesse talvolta anche da linee di discendenza maschili, come ad esempio nel caso di Karen Holtsmark, ma ciò non impedisce alle artiste di esprimere l'eredità ricevuta in modo del tutto personale e con grande varietà di risultati. Le strategie di rappresentazione delle prime surrealiste riecheggiano nelle opere delle artiste successive, creando un carattere di continuità all'immaginario che conferisce alla soggettività femminile un ruolo centrale, per quanto provvisorio ovvero instabile, nell'ambito delle pratiche artistiche degli anni novanta. Forse attraverso le molteplici e differenti immagini di femminilità incarnata le prime surrealiste lasciano la loro eredità più potente e penetrante alle generazioni successive di artiste.
I surrealisti degli anni novanta, uomini e donne, fanno parte della minoranza radicale che rifiuta lo sfruttamento, il militarismo, la supremazia bianca, l'intolleranza di genere, il fanatismo. Il manifesto internazionale surrealista del 1992 contro il cinquecentenario della scoperta delle Americhe segna una nuova svolta per il movimento, che da sempre dimostra solidarietà verso i nativi americani. Per la prima volta i gruppi surrealisti preparano una dichiarazione congiunta, tradotta in diverse lingue e pubblicata in molti Paesi: un documento storico proposto ed abbozzato da Silvia Grénier, una delle maggiori esponenti del surrealismo degli anni novanta, cofondatrice del gruppo di Buenos Aires.
Il senso di libertà che lo pervade continua a distinguere il surrealismo da tutte le altre correnti politiche ed intellettuali; si tratta di un senso di libertà mai astratto, che procede di pari passo con l'attività concreta e rivoluzionaria dell'immaginazione. Il gruppo di San Paolo del Brasile nel 1996 definisce il surrealismo come "arte di disturbo", i cui metodi chiave sono la "provocazione ed il rifiuto".
Verso la fine del XX secolo il soggetto "donne e surrealismo" conquista dignità accademica; si tengono lezioni e corsi, vengono pubblicate biografie, monografie, antologie, mentre continua il dibattito sulle problematiche donna/surrealismo/donne sempre più valutate attraverso le lenti decostruttive del post strutturalismo e della teoria psicoanalitica. Le surrealiste vengono riconsiderate come parte di un progetto più vasto, legato all'autorappresentazione ed all'eredità intergenerazionale. Non c'è riscontro di ciò nella produzione surrealista maschile, poiché gli artisti sono più inclini a proiettare all'esterno i propri desideri. Il surrealismo, mobilitando il corpo quale significante primario della propria politica culturale, stabilisce nuovi parametri all'interno dei quali le artiste hanno la possibilità di esplorare il rapporto ambiguo e complesso fra il corpo stesso e l'identità femminile. Le autorappresentazioni sono il punto di partenza per mostrare come il corpo sia marcato dalla femminilità quale esperienza vissuta, soggettività prodotta attraverso nuove forme espressive e rappresentazione di un immaginario femminile: il corpo è luogo di meditazioni culturali, la sfida ad imposizioni politiche e sociali, la misura della soggettività femminile.
Le teoriche del femminismo trovano spunti importanti per nuovi modelli di soggettività femminile proprio nelle opere delle surrealiste, in particolare di Rachel Baes.
Se, in generale, "la donna artista è stata quasi sempre marginalizzata" e "raramente la donna è stata accettata come personalità artistica autonoma", le opere delle prime surrealiste stimolano la consapevolezza delle donne su di sé, sul proprio corpo e sul mondo esterno, ed il loro modo di inquadrare la femminilità viene ripreso dalle artiste successive. Secondo Rosemont l'attualità ed il futuro potenziale dell'avventura surrealista sono maggiori delle sue conquiste storiche.

## Temi e caratteristiche
A differenza degli artisti, cui sono accomunate dalla ricostituzione della figura femminile, le surrealiste tentano di riprodurre la propria stessa immagine, utilizzando l'arte e la letteratura come uno specchio. Di conseguenza l'aspetto più evidente del surrealismo femminile è l'autorappresentazione. Gli autoritratti, piuttosto rari invece nella parallela produzione maschile, costituiscono la forma espressiva privilegiata e più copiosa di artiste come Agar, Bona, Cahun, Carrington, Fini, Hugo, Kahlo, Lamba, Miller, Rahon, Varo, che spesso moltiplicano la propria immagine. Analogamente sul versante letterario le autrici surrealiste come Deharme, Low, Mansour, Mitrani, Oppenheim, Penrose, Prassinos, Sage e le stesse Cahun, Carrington, Kahlo, Rahon, Van Hirtum e Varo pubblicano autobiografie e scritti autobiografici in grande quantità.
Non di rado le surrealiste scelgono il gatto, quale figura diabolica legata alla stregoneria, per rappresentare il proprio alter ego: si trova ad esempio nella produzione letteraria od iconografica di Remedios Varo, Leonor Fini, Lise Deharme, Valentine Hugo e talvolta di Leonora Carrington e Valentine Penrose.
Spesso le surrealiste creano un effetto di oscillazione tra ruoli incompatibili che lascia nella rappresentazione il soggetto frammentato, e veicolano l'autoconsapevolezza del femminino in narrazioni popolate da creature magiche e personaggi leggendari. Fecondità e sterilità, fantasia ed isolamento, interiorità ed esteriorità sono temi comuni che ruotano intorno alla centralità del corpo quale messaggero del desiderio di auto espressione.
Il processo di smembramento del corpo femminile proposto da cubisti e surrealisti è sostanzialmente opera maschile: per le donne, al contrario, l'integrità del proprio corpo rappresenta anche l'integrità della propria identità artistica.
Se, in generale, la ricerca surrealista è incentrata sulla donna, la produzione surrealista femminile si distacca da quella maschile in quanto rivela l'implosione anziché l'esplosione: le stesse tematiche vengono espresse attraverso l'identificazione interiore anziché, ad esempio, attraverso le tecniche dell'automatismo. Uno studio di Katharine Conley stabilisce importanti differenze fra «l'immagine surrealista della donna automatica» e «l'immagine della donna autonoma che emerge dagli scritti delle donne surrealiste».
A differenza dei surrealisti, nel complesso le donne scrivono pochissime poesie d'amore: soltanto alcune dedicano versi generati da vera ispirazione sentimentale, come Mary Low a Juan Brea, Frida Kahlo a Diego Rivera, Alice Rahon a Pablo Picasso, a Wolfgang Paalen ed a Valentine Penrose; altre poetesse invece, come Lise Deharme, Kay Sage, Gisèle Prassinos, Joyce Mansour, Bona, Marianne Van Hirtum o Giovanna, tendono piuttosto ad ironizzare ed a sovvertire il discorso amoroso, inserendo in esso apparizioni di mostri o impulsi di violenza sadica.

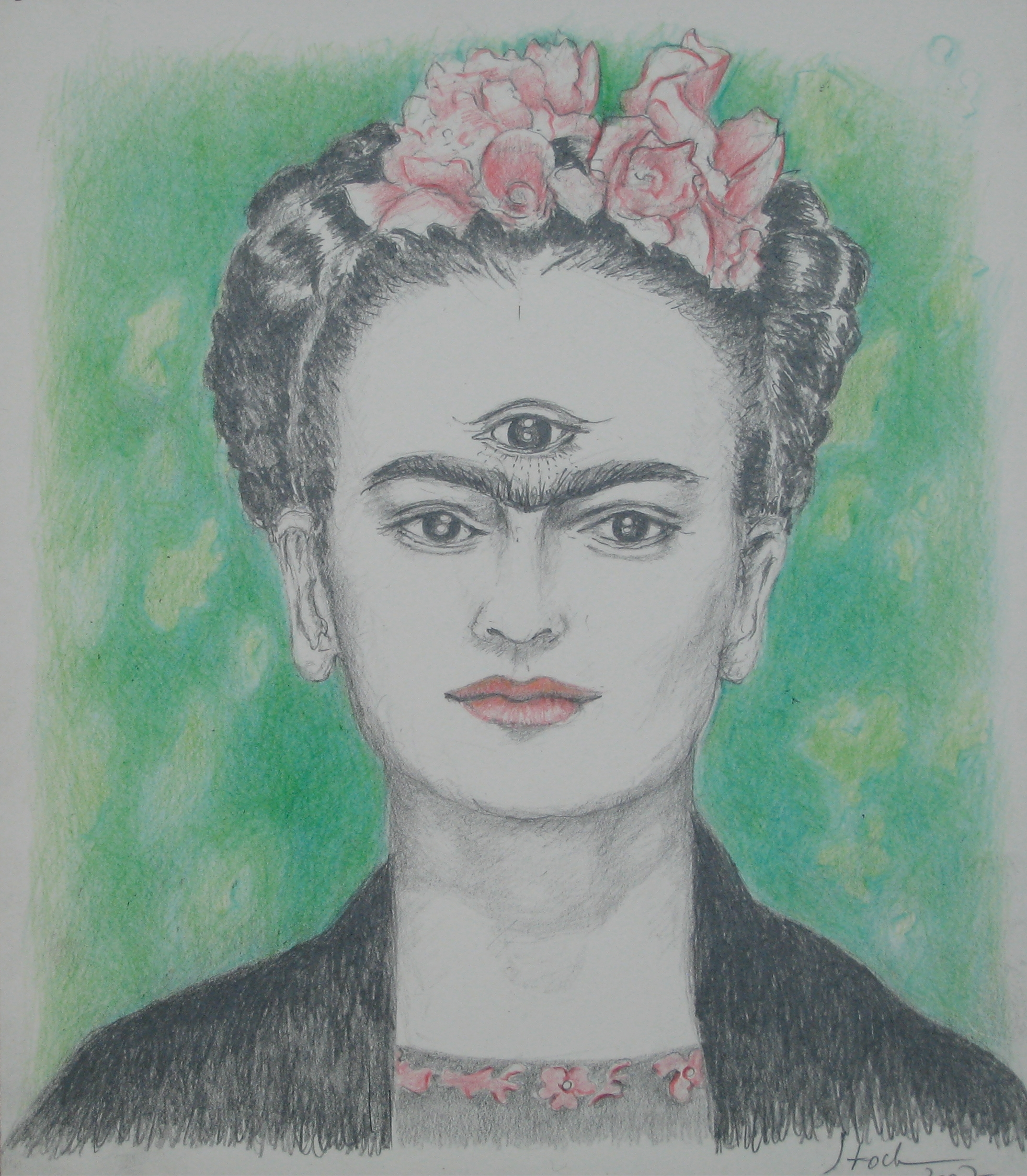
Frida Kahlo ritratta da Ursula Stock

L'interdisciplinarità del movimento, se costituisce una semplice tendenza fra i surrealisti, diviene una regola per le surrealiste, che nella maggior parte dei casi non si limitano mai ad un solo tipo di forma espressiva: alcune, come Bridgwater, Carrington, Cahun, Low, Prassinos, Rahon, Sage, Zürn hanno prodotto opere sia letterarie sia artistiche; altre, come Margaret Modlin, Ursula Stock, Dorothea Tanning e la stessa Carrington, trovano espressione sia attraverso la pittura sia attraverso la scultura; altre infine, come Bridget Bate Tichenor, dipingono e creano nel campo della moda. Il diario di Frida Kahlo, ad esempio, è di per sé opera interdisciplinare poiché contiene poesie illustrate da disegni e da acquarelli.
Tema costante nelle opere delle surrealiste è la natura incontaminata come ridefinizione della relazione fra il genere umano e gli altri animali, la solidarietà con le specie a rischio, lo sguardo privo delle finalità volte allo sfruttamento del pianeta. Le surrealiste, anticipando ecologia ed ecofemminismo, hanno avvertito il legame fra l'emancipazione delle donne, della classe lavoratrice, dell'umanità intera e della natura, che considerano come un'unica emancipazione.
La necessità di emancipare il mondo deriva dalle idee comuni di uomini e donne che attraverso il surrealismo esprimono l'estrema precarietà della condizione umana e nello stesso tempo sollecitano la ricerca di un rimedio. In particolare, i surrealisti prendono le distanze dai valori tradizionali che rinnegano i sogni, avviliscono il linguaggio, ostacolano l'amore, distruggono la natura, perpetuano il razzismo, celebrano istituzioni autoritarie come la famiglia, lo stato, la chiesa, il patriarcato, l'esercito, il capitalismo: il surrealismo è una rivolta appassionata contro tutte le nozioni lobotomizzanti di seconda mano, cui vengono opposte libertà, amore e rivoluzione attraverso la poesia.
In generale, il surrealismo fornisce ad uomini e donne l'ispirazione a spezzare le catene delle nozioni tradizionali, comprese quelle dei generi: femminile e maschile cessano di essere opposti e contraddittori, allo stesso modo in cui cessano di essere percepiti in contraddizione morte e vita, reale ed immaginario, passato e futuro. L'adesione al surrealismo accende nelle donne la consapevolezza di sé, rendendole in grado di trovare la propria voce con cui parlare di e per se stesse e contemporaneamente di contribuire al movimento che ne esce plasmato anche dal loro apporto.